# اعراض
اعراض در لغت به معنای روی گردانیدن و انصراف است و در فقه و حقوق ایران به عملی گفته می‌شود که شخص، داوطلبانه از مالکیت خود نسبت به مالش صرف‌نظر می‌کند، یا به عبارت دیگر از مال یا اموال خود روی می‌گرداند. در اِعراض شخصی که از مالکیت نسبت به مال خود روی می‌گرداند، قصد ندارد مالکیت آن را به اشخاص دیگر انتقال دهد، بلکه فقط می‌خواهد پس از اِعراض، دیگر نسبت به این مال مالکیت نداشته باشد.
در شق (۴) بند (ج) ماده ۴ کنوانسیون پاریس، برای حمایت حقوق مالکیت صنعتی، اصطلاح اعراض (به انگلیسی: Abandon) به کار برده شده‌است.

## اعراض در قانون
ماده ۱۷۸ قانون مدنی: «مالی که در دریا غرق شده و مالک از آن اعراض کرده است مال کسی است که آن را بیرون بیاورد». 
زیرا مال مزبور پس از اعراض از مباحات می گردد و حیازت آن به قصد تملک موجب مالکیت خواهد بود. و در صورتی که اعراض مالک از آن معلوم نباشد تابع مقررات اشیاء پیدا شده است.